# Port lotniczy Toyama
Port lotniczy Toyama (jap. 富山空港 Toyama Kūkō) – międzynarodowy port lotniczy położony w Toyama, w Prefekturze Toyama na wyspie Honsiu, w Japonii. 

## Linie lotnicze i połączenia

### Krajowe
- All Nippon Airways (Sapporo-Chitose, Port lotniczy Tokio-Haneda)
- Air Nippon (Port lotniczy Fukuoka)

### Międzynarodowe
- Asiana (Port lotniczy Seul-Incheon)
- Shanghai Airlines (Port lotniczy Szanghaj-Pudong)
- China Southern Airlines (Dalian)
- Vladivostok Avia (Władywostok)